# بروانلاگه
شهر بروانلاگه در ایالت نیدرزاکسن در کشور آلمان واقع شده است.